# Dominikanerkloster Bamberg

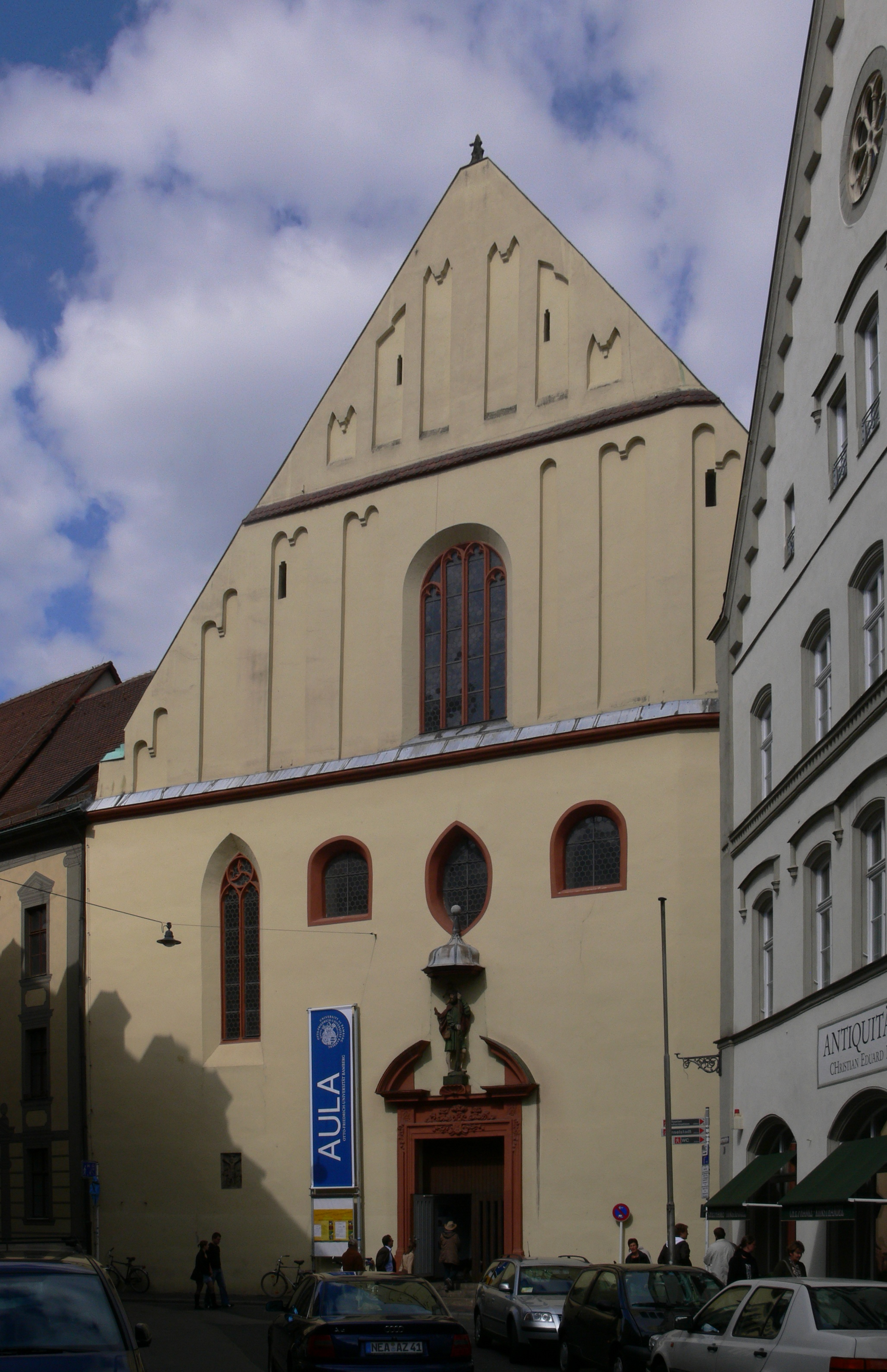
Ehemalige Klosterkirche (heute Aula)

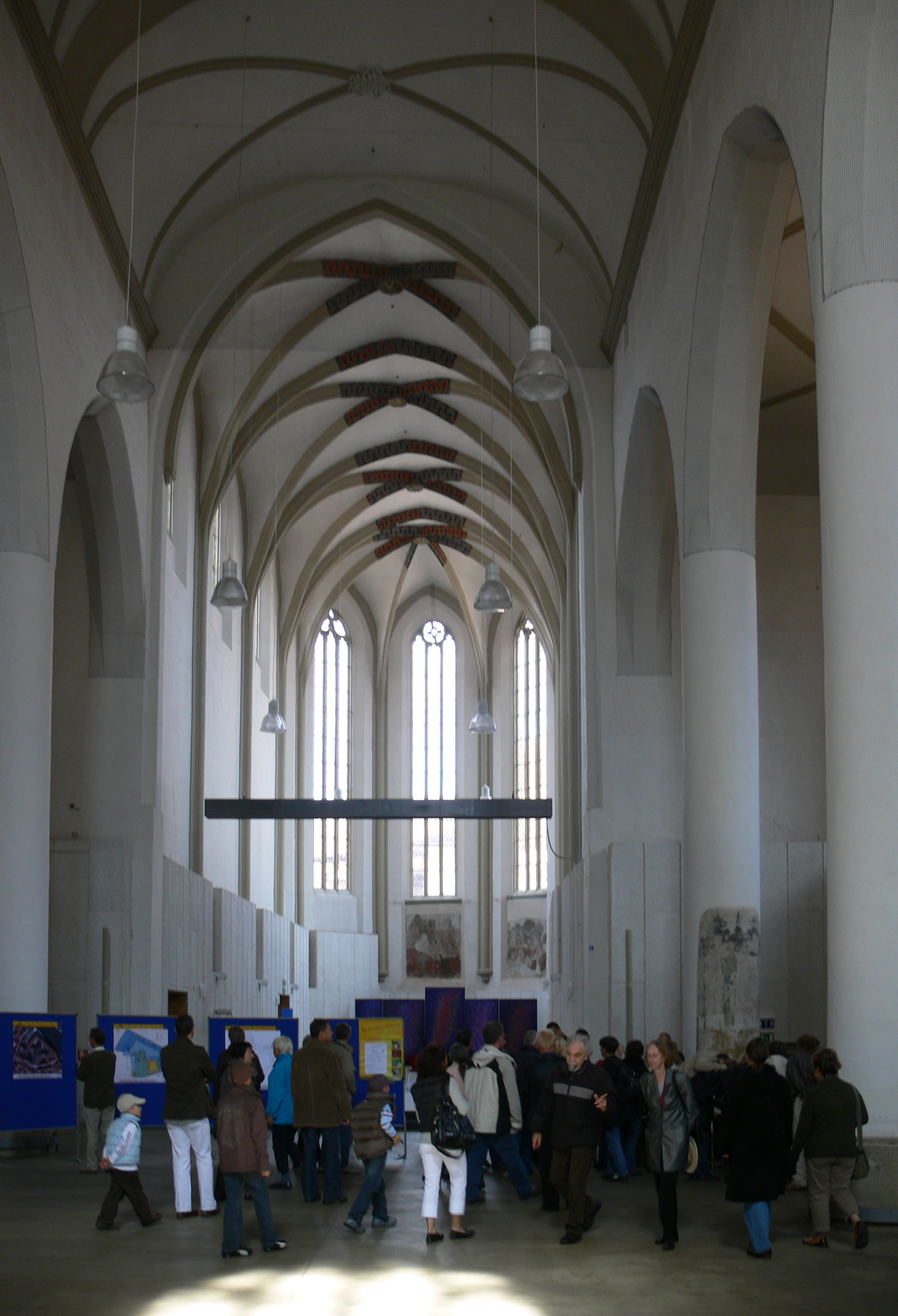
Ehemalige Klosterkirche (heute Aula)

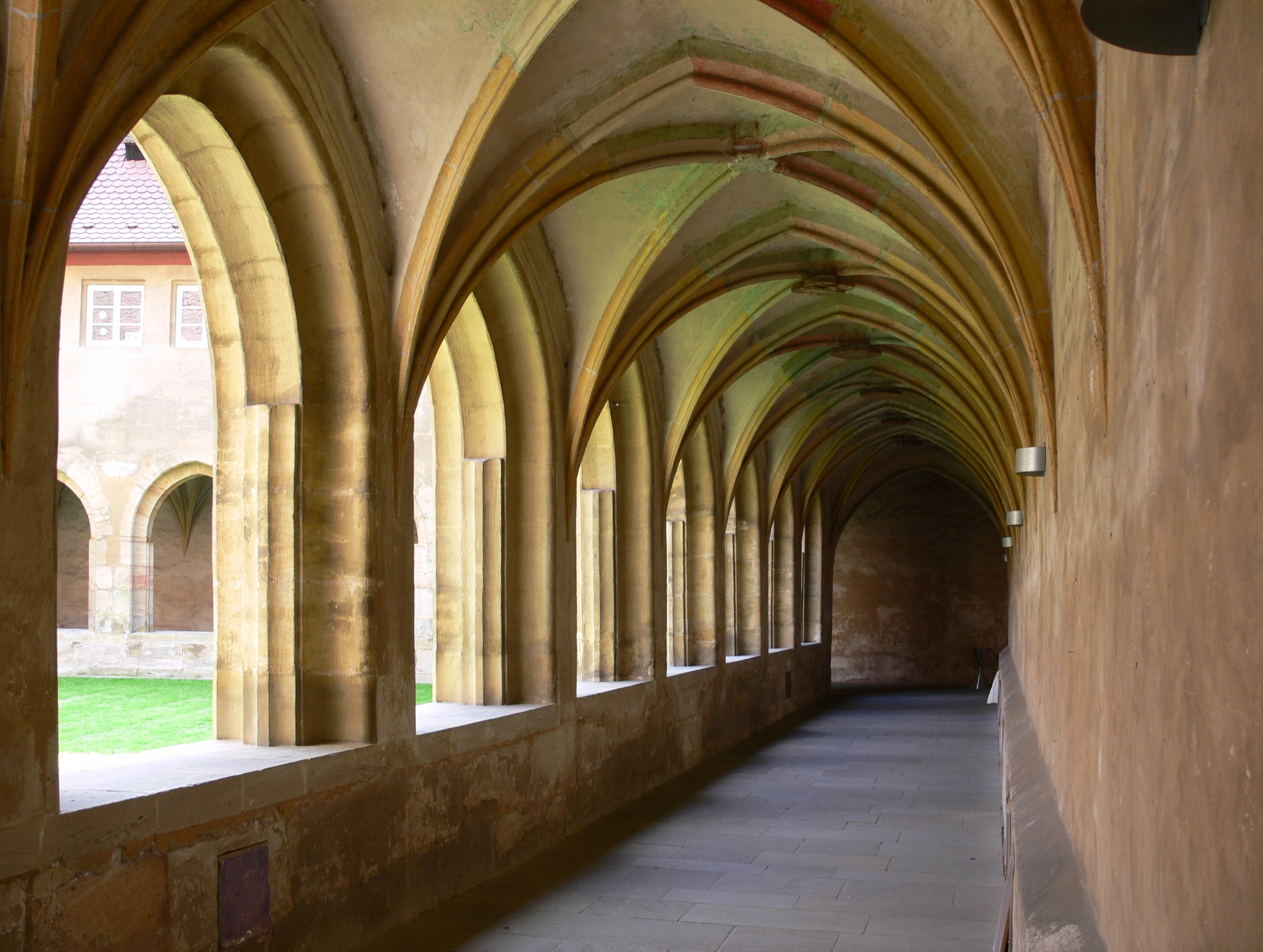
Kreuzgang

Das Dominikanerkloster Bamberg ist ein ehemaliges Dominikanerkloster mit Kirche in Bamberg. Heute befindet sich im Klostertrakt das Staatliche Bauamt, die Kirche wird als Aula der Universität Bamberg genutzt.
Im Zuge der Renovierung des Innenraumes der Aula 2013 wurden die 25 neugestalteten Fenster nach Entwürfen des Glasgestalters Günter Grohs aus Wernigerode realisiert. Sie sind das Ergebnis eines Künstlerwettbewerbes mit internationaler Beteiligung und wurden in Zusammenarbeit mit den Derix Glasstudios ausgeführt. Im ehemaligen Klosterhof befindet sich der Biergarten der benachbarten Brauerei Schlenkerla.

## Geschichte
Der 1304 von Lavant nach Bamberg gekommene Bischof Wulfing von Stubenberg  (regierte 1304–1318), der selbst dem Dominikanerorden angehörte, holte den Orden nach Bamberg. Die erste Ansiedlung befand sich im Bereich der Nikolauskapelle am heutigen Maximiliansplatz. 1310 erhielt der Orden die Genehmigung, ein Kloster zu bauen. Nach Grundstückskäufen im 17. Jahrhundert erreichte das Areal des Dominikanerklosters seine noch erkennbare Größe.

### Kirche
Die Kirche entstand vor 1400 und wurde von Weihbischof Johannes von Heldritt am 5. November 1400 geweiht. Das Grabmal des 1416 verstorbenen Weihbischofs befindet sich noch in der Kirche. Mitte des 17. Jahrhunderts wurden massive Eingriffe vorgenommen, so wurde unter anderem der Lettner abgebrochen. Im 18. Jahrhundert fand eine Ausgestaltung in barocker Manier statt.
Auf der Empore wurde circa 1949 für den geplanten ökumenischen „Christlichen Sender Bamberg“ ein Studio installiert, das jedoch ab 1951 lediglich für die Schulung von Rundfunkpredigern Verwendung fand.

### Kreuzgang
Der Kreuzgang wurde zur Regierungszeit des Fürstbischofs Georg I. von Schaumberg (1459–1475) erbaut, sein Wappen ziert einen Schlussstein. Dendrochronologische Untersuchungen weisen darauf hin, dass die Bäume für das Gebälk von 1460 bis 1463 gefällt wurden. Im Kreuzgang befinden sich 42 Grabplatten verstorbener Ordensangehöriger.

### Klosterbauten
Der große, der Regnitz zugewandte Bau wurde 1730 begonnen. Die Planung beruht möglicherweise auf Balthasar Neumann, der von Fürstbischof Friedrich Karl von Schönborn beauftragt war, einen Riss zu liefern. Die Ausführung oblag Justus Heinrich Dientzenhofer. 1732 wurde der Grundstein gelegt und  im gleichen Jahr das Dachgerüst aufgesetzt. Bewohnbar war das Gebäude im Jahr 1734, wobei sich die weiteren Bauarbeiten noch bis zum Jahr 1743 hinzogen. Die künstlerische Ausschmückung lag in den Händen des Stuckateurs Franz Jakob Vogel, die Deckengemälde schuf Johann Jakob Gebhardt.
Nach der Säkularisation des Klosters konnten die Mönche noch bis 1806 dort wohnen.
Noch vor der Aufhebung des Klosters verlangte die bayerische Landesdirektion die Freistellung der Baulichkeiten für das Militär. Ab Ende April 1804 wurden sie dem Militärärar überwiesen mit der Anordnung, die Gebäude sparsam als Kaserne umzugestalten. Für französische Truppen wurde 1806 ein Lazarett eingerichtet. Erst im Jahr 1912 wurde die Nutzung als Kaserne aufgegeben. Nach dem Ersten Weltkrieg wurde ein Teil des Klosters an den Eigentümer des benachbarten Schlenkerla verkauft. Dieser restaurierte die Dominikanerklause aus dem 14. Jahrhundert mit ihrem gotischen Gewölbe und band diese in die historische Gaststätte ein.
1947 schloss der bayerische Staat mit dem erzbischöflichen Stuhl einen Mietvertrag. Das Erzbistum ließ die Kirche als Heimstatt für die Bamberger Symphoniker einrichten und eröffnete am 17. Juni 1950 den Kulturraum. 1972 trat die Stadt in den Mietvertrag ein, der Ende des Jahres 1993 erlosch. Heute wird die Kirche als Aula der Universität Bamberg genutzt. Im Dominikanerhof befindet sich der Biergarten des Schlenkerla.
Für die Konventsbauten begannen 1976 die Planungen zur Aufnahme staatlicher Behörden, die Umbauten wurden von 1979 bis 1982 ausgeführt. 1985 konnten staatliche Ämter einziehen. Die Restaurierung des Bibliothekssaals zog sich allerdings noch bis 1987 hin. Dabei wurden reiche Stuckarbeit und Deckengemälde freigelegt. Das Mittelbild stellt eine Allegorie der Theologia sacra mit dem heiligen Thomas von Aquin dar.

### Verbleib des Kirchenguts
Der Großteil der Inneneinrichtung kam in die Pfarrkirche von Hollfeld. Den Orgelprospekt erwarb die evangelisch-lutherische Gemeinde von Heiligenstadt in Oberfranken für die dortige Kirche.
Die Grabdenkmäler in der Kirche wurden bis auf wenige zerstört. Einige wurden der Familie von Schrottenberg auf Reichmannsdorf zurückgegeben, andere befinden sich in der 1835 geweihten Kapelle der Altenburg.